# Yapen
Yapen (chiamata anche Japen o Jobi) è un'isola della Nuova Guinea Occidentale, Indonesia.

## Geografia
L'isola Yapen si trova nella Baia di Cenderawasih e fa parte dell'arcipelago delle Isole Schouten. È separata dallo stretto omonimo dall'isola Biak a nord, dallo stretto Mios Num dall'isola omonima a ovest e ad est è presente l'isola Kurudu. Su Yapen i principali villaggi sono: Jobi, Randowaja, Serui e Ansus.
Con una superficie di 2.278 km², Yapen si colloca al 187º posto tra le isole più grandi del mondo. L'altezza massima dell'isola è di 1.496 metri s.l.m.